# Туглук Тимур
Туглук-Тимур, также Тоглук-Тимур, Туглук-Темюр (монг. Tugulug Temür?, ᠲᠤᠭᠤᠯᠤᠭ
ᠲᠡᠮᠦᠷ?, перс. تغلق تیمور خان‎; ок. 1329, долина р. Или —1362/1363, Моголистан) — первый хан Моголистана (1347—1362/1363), хан Мавераннахра (1360—1362/1363). Его происхождение не вполне ясно. Согласно одним источникам («Муизз ал-аснаб», «Зафар-наме» от Йазди, «Шаджарат ал-атрак»), Туглук-Тимур был сыном Эмиль-Ходжи, сына Дувы, сына Барака, сына Йисун-Дувы, сына Мутугэна, сына Чагатая, однако, согласно другим источникам («Бабур-наме», «Тарих-и Рашиди») — был сыном Эсен-Буки, другого сына Дува-хана.

## Биография
В 1346 году амир племени дуглат Пуладчи привёз его от калмыков (ойратов)  в г. Аксу и в 1347/1348 г. провозгласил правителем независимого ханства Моголистан, выделившегося из Чагатайского улуса. Согласно «Шаджара-йи тюрк» («Родословная турок» Абульгази), в 1353 году в возрасте 24 лет Тоглук-Тимур принял ислам, который стал затем господствующей религией Моголистана. При этом, согласно «Тарих-и-Рашиди», хан сам над собой совершил обряд обрезания. Стал зятем амира Казагана, правителя западной части Чагатайского улуса, и в 1358 году убил его во время охоты. В результате походов весной 1360 и весной 1361 гг. завоевал Мавераннахр.
Туглук был обращён в ислам мусульманским проповедником Мауланой Аршад-ад-Дином, который невольно вторгся в охотничьи угодья Туглука. Туглук приказал Аршад-ад-Дину встать перед ним и потребовал объяснить причину, по которой тот вмешался в его охоту. Проповедник ответил, что он не знал, что вторгся на чужую территорию. В этот момент Туглук заметил, что Аршад-ад-Дин — перс, и сказал, что «собака стоит больше, чем перс». Аршад-ад-Дин ответил: «Да, если бы у нас не было истинной веры, мы действительно были бы хуже собак». Озадаченный Туглук приказал ему объяснить «истинную веру», после чего Туглук принял ислам. Этот акт привёл к тому, что эмиры Могулистана сделали то же самое, хотя, в целом, обращение населения региона было медленным. По легенде, после его обрезания в тот же день 160 000 человек побрили головы и приняли ислам.
В отличие от хана Али-Султана, убившего францисканских миссионеров, Туглук-Тимур, вероятно, был терпимее к другим религиям и интеллектуалам и разделял интерес своих предшественников Чагатаидов и Юань к буддизму. Примерно в 1363 году он пригласил тибетского ламу Ролпе Дордже, который возвращался из двора династии Юань со штаб-квартирой в Даду (современный Пекин). Однако последний вежливо отклонил приглашение из-за расстояния и обращения хана в ислам.
Туглук-Тимур-хан умер своей смертью зимой 1362/1363 гг. и был похоронен в сооружённом для него мавзолее (мазаре) в Илийской долине, близ г. Алмалык. Ханский мазар, несмотря на повреждения, нанесённые во время Дунганско-уйгурского восстания в XIX веке сохранился до наших дней, и был в 2001 г внесен в список Охраняемых памятников КНР.